# Млинівська районна бібліотека для дітей та юнацтва
Бібліотека-філія для дітей та юнацтва КЗ "Центральна бібліотека" Млинівської селищної ради", Млинівського району Рівненської області.

## Історія та сучасний стан
Літопис Млинівської  бібліотеки для дітей та юнацтва розпочався ще з далеких повоєнних років. Наказом № 55 згідно постанови виконкому районної ради депутатів трудящих за номером 17 від 28 липня 1951 року відкрито районну дитячу бібліотеку в райцентрі Млинів. З 1 серпня 1951 року на посаду завідувача бібліотеки призначено випускницю Дубенського технікуму підготовки культурно-освітніх працівників [Архівовано 10 серпня 2016 у Wayback Machine.] Ільченко Анастасію Іванівну. Бібліотека знаходилась у приміщенні районної бібліотеки і займала одну кімнату.

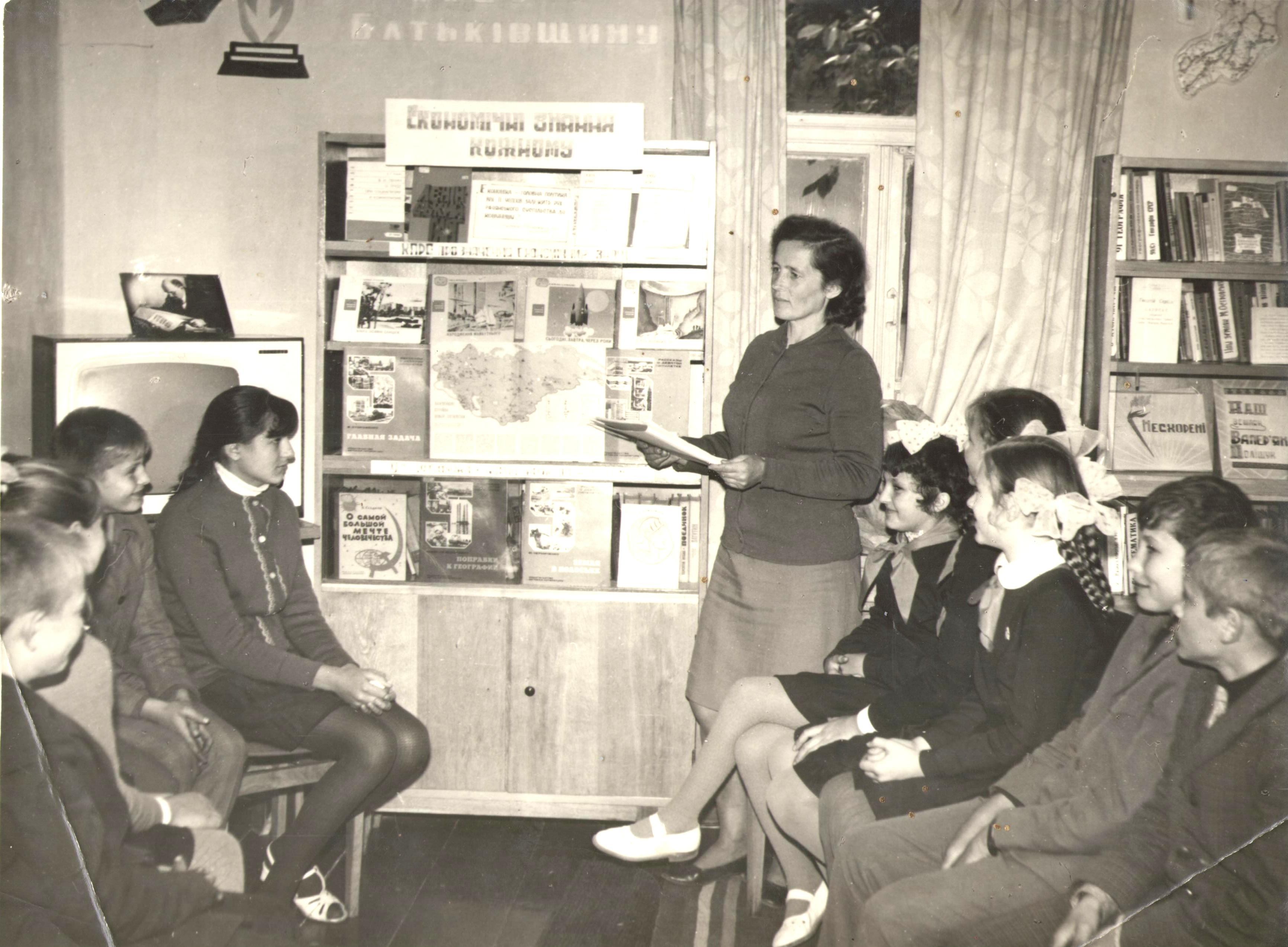
Ільченко Анастасія Іванівна

Книжковий фонд дитячої бібліотеки під час її створення нараховував 2800 примірників. Це були книги, відібрані із фонду районної бібліотеки для дорослих. Щомісячне поповнення книжного фонду книгами у кількості 20-30 примірників здійснювалося через обласний бібліотечний колектор. Першим бібліотекарем була Прокопова Раїса Миколаївна, яка обслуговувала на той час 400 читачів. У 1957 році в бібліотеці було створено алфавітний каталог.
5 листопада 1959 року дитячу бібліотеку знову переносять в інше приміщення, що по вулиці Леніна, де знаходилася сільська рада. Поряд виділили кімнату для книжкового фонду, який на кінець 1960 року нараховував 12964 примірники. Розширювалась підписка періодичних видань для дітей. 

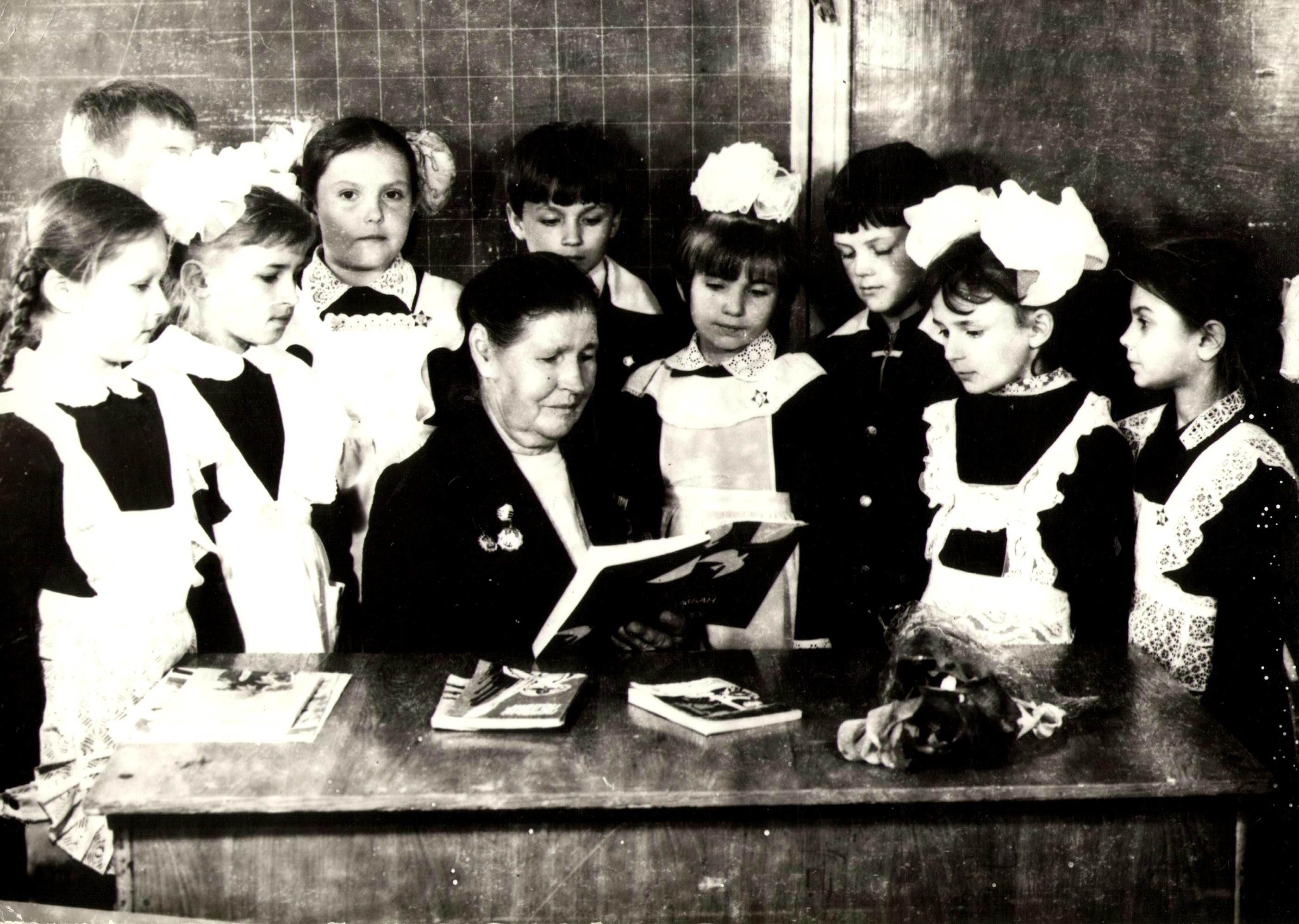
Читачі райцентру

У квітні 1967 при районній дитячій бібліотеці було створено ляльковий гурток, який називався «Чебурашка», організатором і керівником якого була Лариса Олександрівна Карамазіна.
У 60-70 роках книжкові фонди значно зросли. Доповненням до книжкових фондів було отримання 20 найменувань періодичних видань. 
1971—1980 роки заступником директора по роботі з дітьми працює Станіславчик Євгенія Антонівна, а з 1992 року на цю посаду приходить Ніпрук Галина Петрівна.
У 1981 році  бібліотеку  помістили в приміщенні по вулиці Ватутіна 11, яке раніше займав районний фінвідділ. Заступником директора по роботі з дітьми з 2000 року працювала Валентина Іванівна Якимчук.
З 2017 року бібліотека для дітей та юнацтва  в зв'язку із створенням Млинівської об'єднаної територіальної громади стала бібліотекою-філією комунального закладу "Центральна бібліотека" Млинівської селищної ради.
Все активніше запроваджуються нові форми роботи в тісній співпраці з школами та дитячими садочками  селища.
Тісна співпраця нашої бібліотеки з Млинівським краєзнавчим музеєм, музичною та художньою школами [Архівовано 12 листопада 2012 у Wayback Machine.]. Виставки робіт викладачів та учнів художньої школи естетично доповнюють масові заходи, які проводяться в бібліотеці.
Стало традицією під час весняних канікул проводити всеукраїнський тиждень дитячої книги, на який наші читачі чекають із нетерпінням. Для них проводяться конкурси, ігри, розваги, організовуються екскурсії в музей. Під час проведення тижня відзначаються найкращі читачі нашої бібліотеки і бібліотек-філій  Млинівської ОТГ.

## Структура бібліотеки
- Відділ обслуговування учнів 1-4 класів та дошкільнят
- Відділ обслуговування учнів 5-9 класів та юнацтва

## Послуги бібліотеки
- Універсальний книжковий фонд (енциклопедії, словники, довідники, найновіші видання з історії, права, мовознавства та літературознавства);
- Дитячий куточок з м'якими іграшками, розмальовками для наймолодших читачів;
- Періодичні видання для дітей та підлітків;
- Вільний доступ до мережі Інтернет;
- Інформаційна підтримка навчального процесу (пошук інформації для рефератів, контрольних робіт);
- Надання додаткових сервісних послуг: копіювання, сканування, друк матеріалів;
- Wi-Fi доступ до мережі Інтернет.

## Галерея зображень

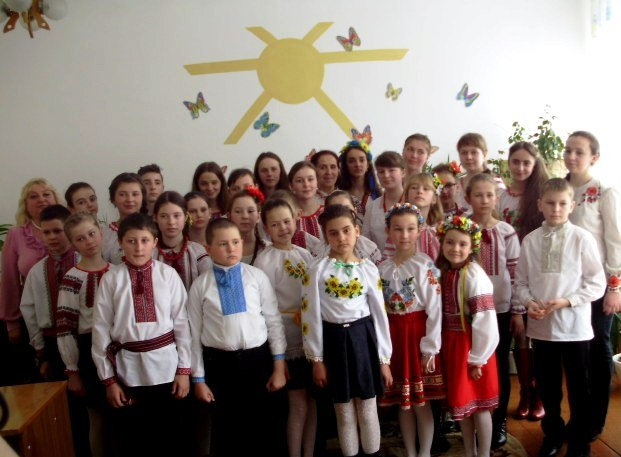
Учасники конкурсу читців патріотичної поезії «З Україною в серці» із письменницею Любов’ю Пшеничною
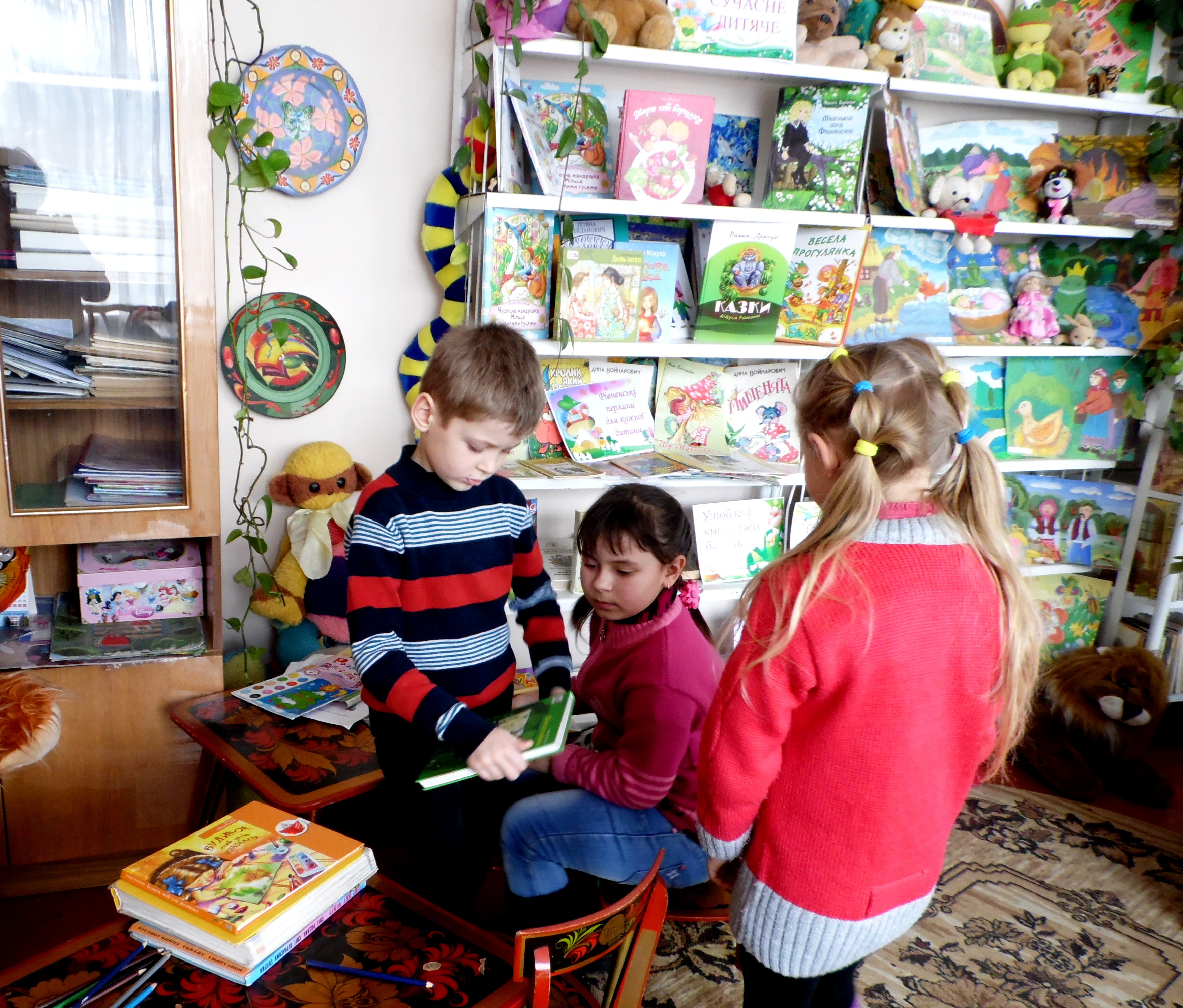
Відділ обслуговування учнів 1-4 класів та дошкільнят
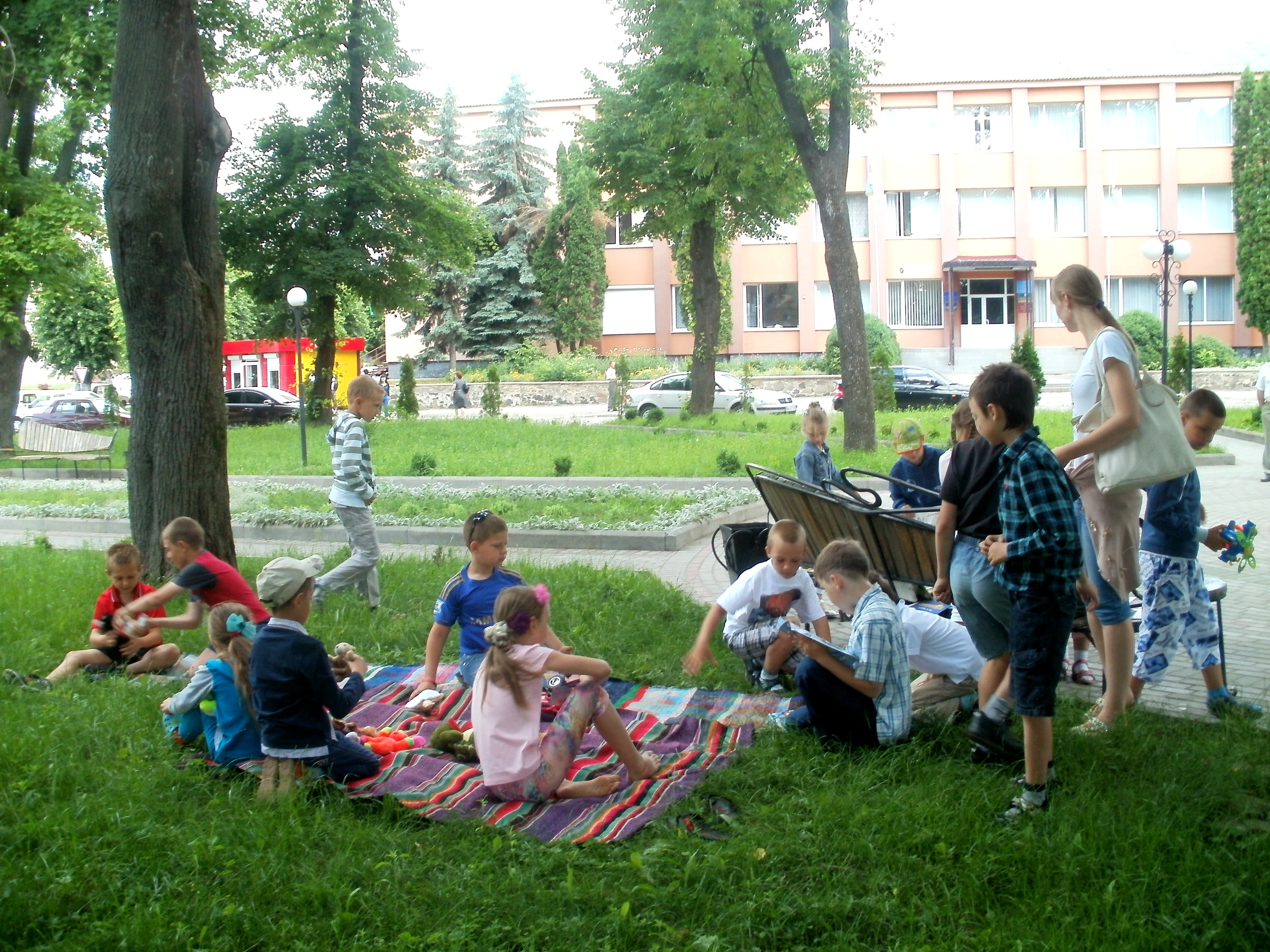
Літня тераса в центральному парку селища
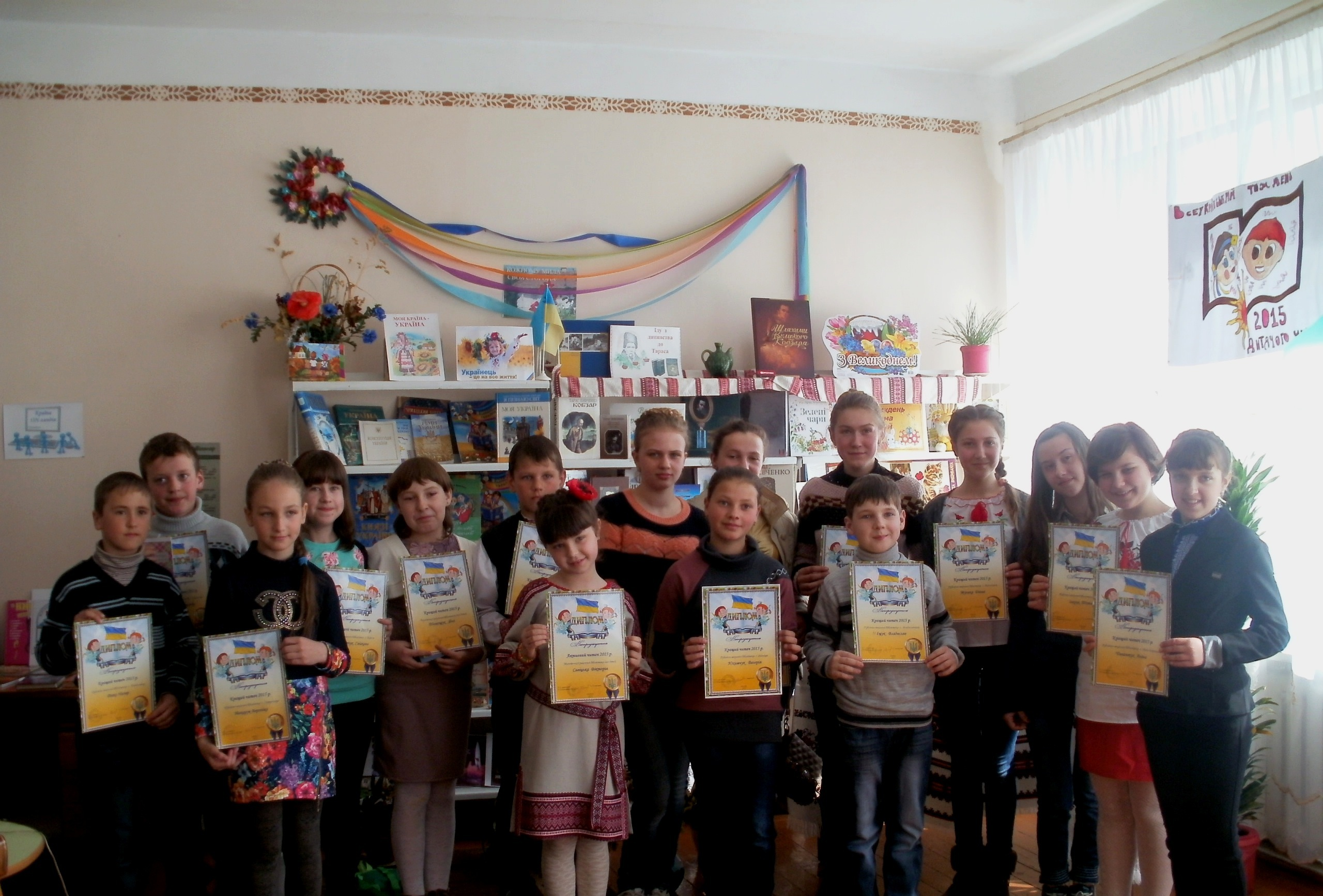
Учасники конкурсу найкращий читач року